# Vela de vaixell

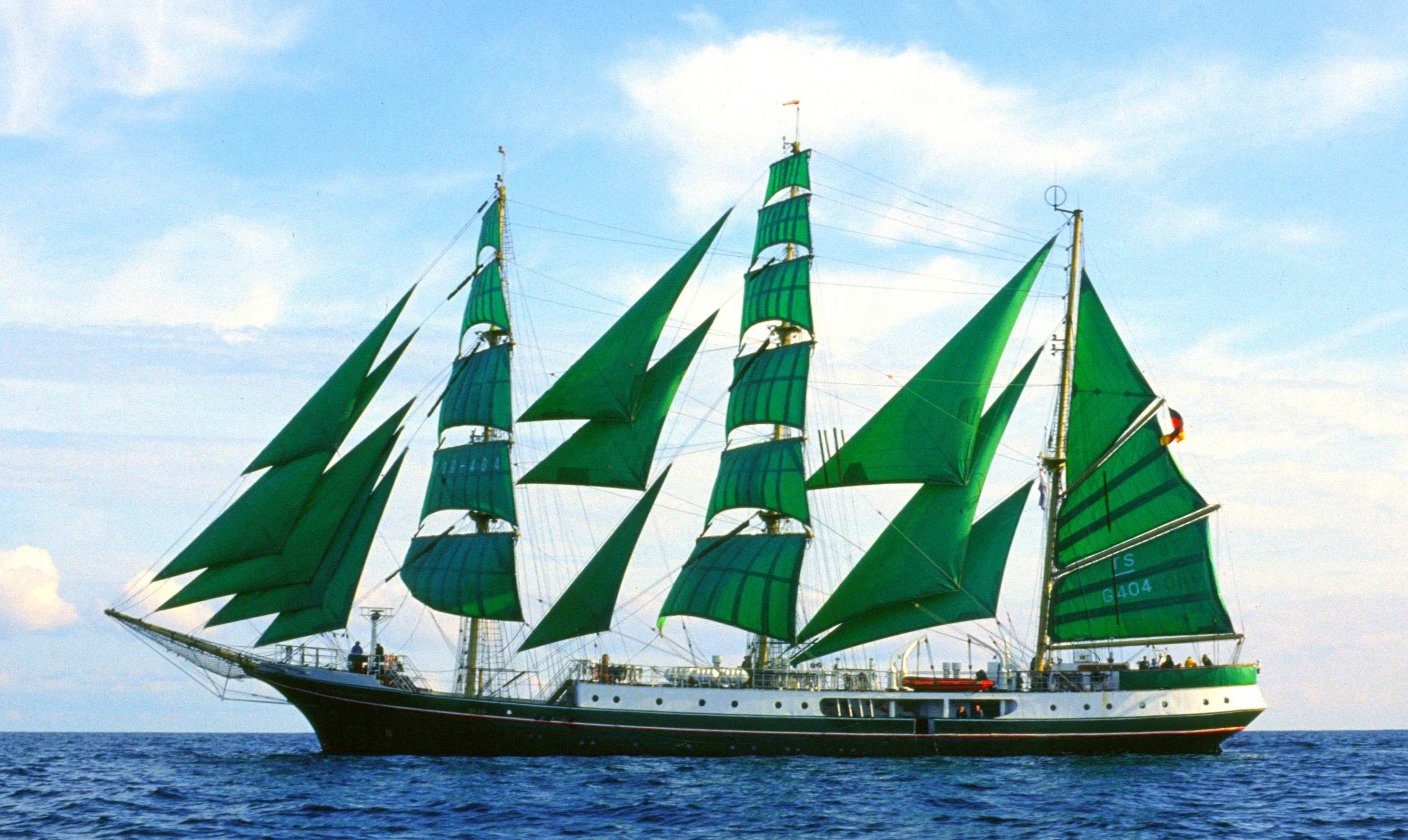
El bricbarca Alexander von Humboldt amb totes les veles desplegades.

Una vela és cadascun dels elements de tela forta, ordinàriament formats de diverses peces (vessos), que, envergats en un pal, en una antena, en una verga o en un estai d'una embarcació, serveixen per a rebre la impulsió del vent i propulsar l'embarcació. El velam és al conjunt de veles que una embarcació o un pal porta desplegades.
Dependent de l'angle entre el vent i la superfície, un costat de la vela tindrà més pressió de l'aire que l'altre. Aquesta diferència fa que es produeixi un avanç cap allà on hi ha menys pressió.
Les veles van ser usades a la mar com a sistema de locomoció dels velers, però esdevingueren comercialment obsoletes pels altres sistemes, com la màquina de vapor.
Pel que fa als esports, encara avui els velers són molt usats.
El tipus més comú de veler és el iot, una petita embarcació d'esbarjo que usualment té una combinació de veles anomenada balandra. Aquesta consisteix en dues veles, la vela major i el floc.
La vela major està envergada al pal i a la botavara, també penjada del pal.
El floc s'enverga a l'estai pel costat més llarg (la hipotenusa del triangle o gràtil), amb mosquetons o dispositius semblants. L'estai va des del pal fins a la proa i, si hi ha bauprès, fins al bauprès. El floc s'hissa i arria mitjançant una drissa.
En funció del rumb del vaixell i del vent aparent, les veles van caçades a la banda de babord o a la d'estribord. Les veles de tallant o de tall es controlen amb l'escota. Les veles quadres amb escotes i braces.

Vela sota l'acció del vent

La vela, lona utilitzada per propulsar embarcacions mitjançant l'acció del vent, està compresa dins del que s'anomena l'aparell de l'embarcació.

## Història

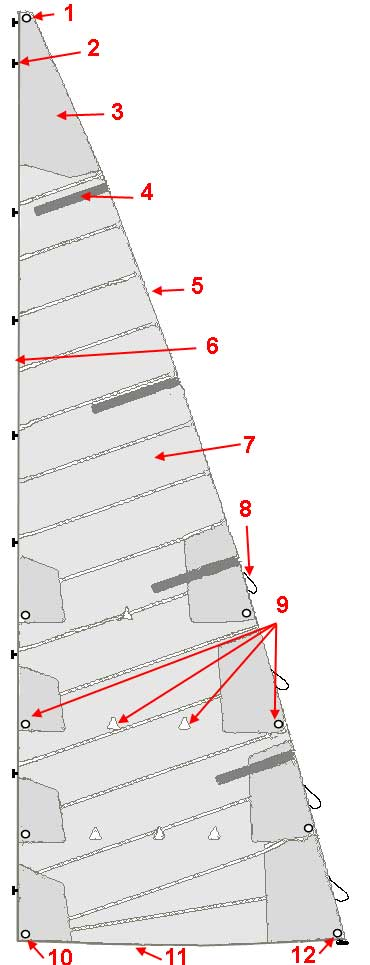
Vela marconi o bermudiana. 1. Puny de drissa o de pena, 2. Garrutxo, 3. Reforç de gràtil (si és de teixit), planxa de gràtil (si és de material rígid), 4. Sabre, 5. Baluma o caient de popa, 6. Gràtil o caient de proa, 7. Vela marconi o bermudiana, 8. Gassa o baga, 9. Faixa de rissos, 10. Puny d'amura, 11. Pujament, 12. Puny d'escota

L'origen de les veles és molt antic, potser gairebé tant com la navegació. Alguns investigadors diuen que va aparèixer en un disc pintat, que es va trobar a Kuwait i data de finals del cinquè mil·lenni abans de Crist. A l'antic Egipte se li atribuïa la seva invenció a la deessa Isis quan buscava el seu fill, la qual amb l'objecte d'apressar més el viatge va plantar un pal enmig de l'embarcació i hi va posar un llenç o una vela capaç de rebre el vent. Per als grecs, va ser Dèdal quan es va escapar del laberint de Creta o Èol, déu dels vents.
La forma i material de les veles ha variat molt. Es van fer de figura rodona, triangular i quadrada. Els egipcis les feien amb l'escorça de papir. En temps de Cèsar els bretons tenien veles de cuir. Els romans utilitzaven el lli i alguns pobles l'espart i els joncs. Els xinesos utilitzen veles subjectes per canyes. També s'han fabricat veles de cotó o de cànem fort.
Al segle d'Homer els grecs empraven ja veles de lli, si bé en un principi només se'n servien quan els vents eren favorables. De vegades tenyien les veles de color blau i el luxe va arribar a l'extrem de tenyir-les de porpra. D'altres vegades les tenyien en forma de petits quadres, segons es dedueix d'un passatge de Plini.

## Tipus de veles
Les veles poden ser de dues classes: de tallant o de tall; quadres o rodones.

### Veles tallants o de tall

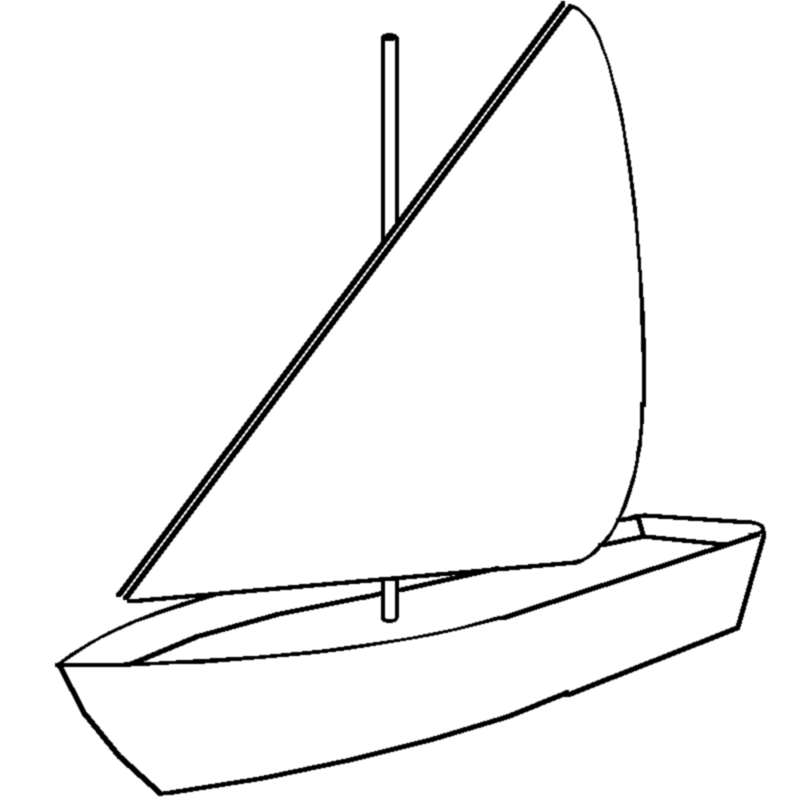
Vela llatina.

Més o menys paral·leles a l'eslora del vaixell.
- Vela al terç, trapezoidal i aproximadament tan alta de baluma com baixa de caiguda, envergada a dos terços de la seva pròpia longitud des del límit del pal.
- Vela llatina, vela triangular envergada en una antena.
- Vela de palanca o tarquina, envergada a un gràtil de sobrevent i prolongada per una botavara.
- Vela aurica o cangrea, caçada entre una botavara i un pic; habitualment la duen els pals situats més a la popa. Segons el lloc que ocupa s'anomena: cangrea del trinquet, cangrea major, cangrea mitjana.
- Vela d'estai o floc, d'acord amb la seva situació, triangular i envergada pel caient de proa (gràtil) a l'estai.
- Vela d'estai quadrangular

### Veles quadres o rodones
Les veles quadres o rodones són perpendiculars a l'eslora del vaixell. S'anomenen específicament segons la seva disposició sobre el pal. Per ordre ascendent es denominen:
- Les del pal major: major, gàbia baixa, gàbia alta, goneta major baixa, goneta major alta, sobregoneta major, gratanúvols major i gratacel.
- Les del trinquet: trinquet, velatxo baix, velatxo alt, goneta de proa baixa, goneta de proa alta, sobregoneta de proa i gratanúvols de proa.
- Les de la messana: messana o mitjana, sobremitjana baixa, sobremitjana alta, perroquet baix, perroquet alt, sobreperroquet i gratanúvols de perroquet.

Les sobregonetes o els sobreperroquets solen ser les últimes veles de l'embarcació, els gratanúvols només es fan servir amb vents febles. També amb ventijol o per mitjà de petites vergues i botalons, a tall d'ala de les vergues principals, les rastreres, totes quadrangulars. De la mateixa naturalesa és la boneta, afegida a la part inferior d'una vela de tallant, i la de baticul, hissada al gràtil de sotavent de la vela cangrea de popa.

## Aparells de vela
Les embarcacions de vela empren dos tipus d'aparell, l'aparell quadrat i l'aparell de proa i popa.
L′aparell quadrat porta les veles motrius primàries sobre pals horitzontals, que són perpendiculars o quadrats, a la quilla del vaixell i fins als pals. Aquests pals es denominen vergues i les seves puntes, més enllà dels elevadors, també es denominen vergues. Un vaixell amb aparença principalment així s'anomena aparell quadrat.
Un aparell de proa i de popa consisteix en veles que es col·loquen al llarg de la línia de la quilla en lloc de perpendiculars a aquesta. Els vaixells tan aparellats es descriuen com a "aparells de proa i de popa".

## Material

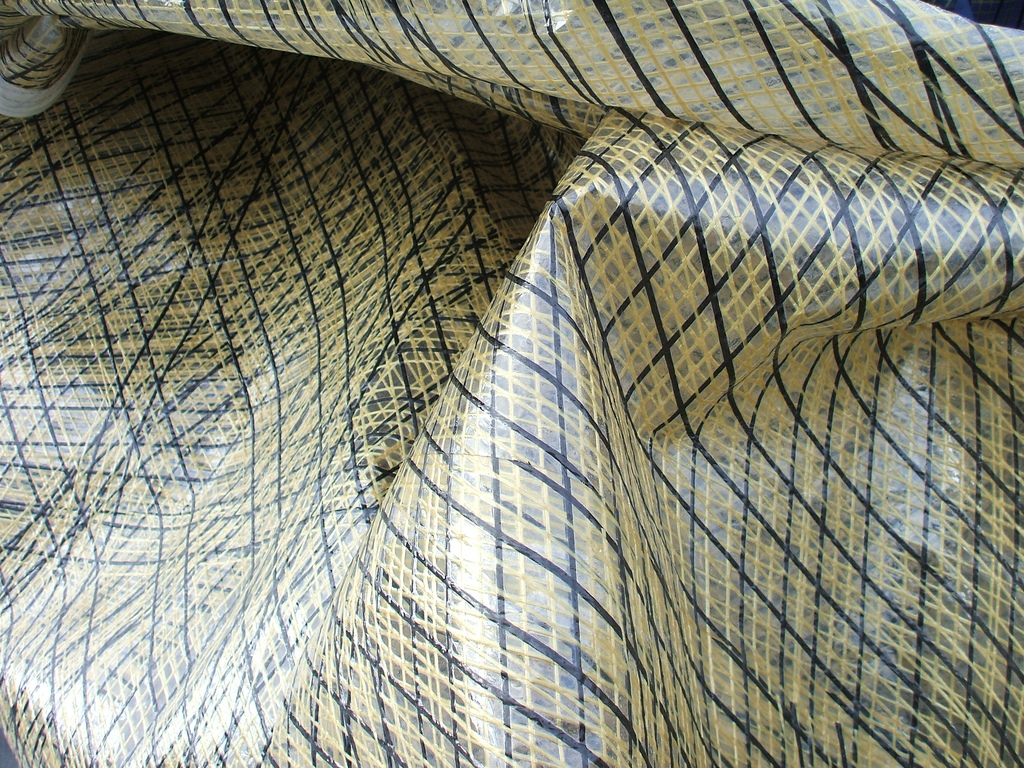
Vela laminada amb Kevlar i fibres de carboni.

Les característiques de la vela deriven, en part, del disseny, la construcció i els atributs de les fibres, que es teixeixen per fer la tela de la vela. Hi ha diversos factors clau en l'avaluació d'una fibra per a la seva idoneïtat per teixir un drap de vela: mòdul inicial, resistència a la ruptura (tenacitat), fluència i resistència a la flexió. Tant el cost inicial com la durabilitat del material defineixen la seva rendibilitat en el temps.
Tradicionalment, les veles estaven fetes de lli o canemàs de cotó, tot i que les cultures escandinaves, escoceses i islandeses van utilitzar veles de llana des dels segles XI fins al XIX. Els materials utilitzats a les veles, a partir del segle XXI, inclouen el niló per als espinaquers, on es valora el pes lleuger i la resistència elàstica a la càrrega de cops i una gamma de fibres, utilitzades per a veles triangulars, que inclou Dacron, fibres d'aramida incloent Kevlar, i altres fibres de polímer de cristall líquid incloent el Vectran. Els materials teixits, com el Dacron, poden especificar-se com a "tenacitat" alta o baixa, tal com s'indica, en part pel seu recompte de denier (una unitat de mesura per a la densitat de massa lineal en fibres).

## Forces aerodinàmiques
Les forces aerodinàmiques sobre les veles depenen de la velocitat i la direcció del vent i de la velocitat i la direcció de l'embarcació. La direcció en què viatja l'embarcació respecte al “vent real” (la direcció i la velocitat del vent sobre la superfície) s'anomena “punta de vela”. La velocitat de l'embarcació en un punt donat de la vela contribueix al vent aparent (VA), que és la velocitat i la direcció del vent mesurades en l'embarcació en moviment. El vent aparent a la vela crea una força aerodinàmica total, que es pot descompondre en "arrossegament", que és el component de la força en la direcció del vent aparent, i "aixecament", la component de força normal (90°) al vent aparent. Depenent de l'alineació de la vela amb el vent aparent, la sustentació o la resistència poden ser el component propulsor predominant. La força aerodinàmica total també es resol en una força impulsora propulsora cap endavant, que resisteix el medi i a través o sobre el qual passa la nau (per exemple, a través de l'aigua, l'aire o sobre el gel, la sorra) i una força lateral, resistida per les làmines submarines, patins de gel o rodes de l'embarcació de vela.
Per angles de vent aparent alineats amb el punt d'entrada de la vela, la vela actua com un perfil aerodinàmic i la sustentació és el component predominant de la propulsió. Per a angles de vent aparent darrere de la vela, la sustentació disminueix i la resistència augmenta com a component predominant de la propulsió. Per a una velocitat de vent real donada sobre la superfície, una espelma pot propulsar una embarcació a una velocitat més gran, als punts de la vela quan el punt d'entrada de la vela està alineat amb el vent aparent, que quan el punt d'entrada no està alineat, perquè una combinació de la força disminuïda del flux d'aire al voltant de la vela i el vent aparent disminuït de la velocitat de l'embarcació. A causa de les limitacions a la velocitat a través de l'aigua, els velers de desplaçament generalment obtenen energia de les veles que se sostenen en punts de la vela que inclouen les que estan cenyides a través d'un ampli abast (aproximadament 40° a 135° del vent). A causa de les limitacions a la velocitat a través de l'aigua,4 A causa de la baixa fricció sobre la superfície i les altes velocitats sobre el gel que creen altes velocitats aparents del vent per a la majoria dels punts de navegació, els pots de gel poden obtenir energia de la sustentació més allunyada del vent que els pots de desplaçament.